# Les Baladins en Agenais
Les Baladins en Agenais est une troupe théâtrale fondée en 1973 dans le village de Monclar d'Agenais (Lot-et-Garonne). Elle a cessé d’exister en 2015, après quarante années d'une activité brillante.

## Présentation
1972 : À sa sortie du Conservatoire de Toulouse, avec quelques comédiens, Roger Louret donne un spectacle sur Tchékhov dans les fossés d'un ancien château fort à Montastruc. Cette soirée donne l'idée de la création d'un festival.
1973 : Un bureau est formé, se donnant pour but d'animer l'Agenais par un ensemble de spectacles d'été. Roger Louret descend de Paris avec une cinquantaine de comédiens formés par Raymond Girard, ex-professeur au Conservatoire National Supérieur d'Art Dramatique, donnant naissance au 1er Festival en Agenais.
Cinq spectacles seront représentés.
1974 : Roger Louret rencontre Nicolas Marié et tous deux forment une nouvelle équipe qui redonne cinq spectacles à Monclar et à Montastruc.
1975 : Marianne Valéry quitte Paris où elle animait la compagnie Sganarelle, pour s'installer avec Nicolas Marié et Roger Louret à Monclar pour une saison. 3e Festival en Agenais.
1976 : Une nouvelle équipe vient grossir la troupe, pour donner jour au 4e Festival en Agenais. L'encouragement du public fait qu'une partie des comédiens s'installe définitivement à Monclar. Roger Louret décide de fonder une compagnie de théâtre. Avec Nicolas Marié et Marianne Valéry, il constitue les Baladins en Agenais et réussit le pari d’y faire fonctionner toute l’année le Théâtre de Poche.
Pour la première fois en France, ils créent La Ronde d’Arthur Schnitzler, Sotoba Komachi de Yukio Mishima, ainsi que de nombreuses pièces d’auteurs contemporains tels que Luigi Pirandello, Inès Cagnati, Jean-Paul Taillardas, Roberto Athayde, Aurélie Viel, ou encore Michel Déon de l’Académie Française.
Ils jouent aussi de nombreuses pièces du répertoire classique dans leur petit théâtre et en tournée dans tous les villages du Lot-et-Garonne.
Le 21 décembre 1985, sous l’impulsion de Roger Louret, son directeur artistique, et de Nicolas Briançon et Philippe Mary (Directeur Administratif de la Compagnie de 1984 à 1991), Les Baladins en Agenais organisent La Nuit du Théâtre, au cours de laquelle le village de Monclar (900 habitants) devient pendant 24 heures le rendez-vous de tous les amoureux du théâtre. 5 000 spectateurs assisteront aux différents spectacles proposés, répartis dans plusieurs lieux.
Le 23 juillet 1986, une convention signée par Philippe de Villiers, Jacques Chaban-Delmas, Jean François-Poncet et Georges Ricci leur confie une mission d'intérêt général en Aquitaine.
En décembre 1987, la seconde Nuit du Théâtre (La Nuit des Hélènes) accueille 12 000 spectateurs, et la troisième (La Nuit de l'Histoire) 16 000 spectateurs en décembre 1989.
En 1991, les Baladins renforcent leur structure et deviennent la Compagnie Roger Louret.
1993 voit la nomination aux Molières de La Java des mémoires créée à Monclar et reprise au Théâtre de la Renaissance à Paris, et 1995 la consécration des Années Twist  (aux Folies Bergère) comme meilleur spectacle musical de l'année. Suivront Les Z'années Zazous (qui totalisent avec Les Années Twist plus de 800 000 spectateurs ), et enfin La Fièvre des Années 80 en 1998.
Le 22 juillet 1995, une Nuit Blanche  à Monclar propose 5 spectacles et un grand cabaret.
La troupe acquiert une popularité nationale à travers l’émission de télévision Les Années Tubes, présentée par Jean-Pierre Foucault, sur TF1.

En 1996, le Ministère de la Culture et de la Francophonie fait des Baladins en Agenais un "théâtre missionné en zone rurale".

En 1997, Roger Louret monte L'Arlésienne aux Folies Bergère, avec Jean Marais et Bernadette Lafont, et signe la mise en scène de La Vie Parisienne de Jacques Offenbach au Palais Omnisports de Bercy.
Après des ennuis financiers, la compagnie renaît en 2004 sous le nom de Nouveaux Baladins. Philippe Candelon organise une Nuit du Cabaret.
De 2009 à 2014, Roger et Guy Louret organisent en été les Nuits de Monclar, festival se concluant par un concours de chant.
Privée d’association et de lieu de création, après plus de 40 ans d'existence, la troupe disparaît le 9 octobre 2015.
En 2023, à Agen, une exposition-photo rend hommage aux Baladins en Agenais et à Roger Louret, à travers des clichés inédits d'Annie Presani.

## Les spectacles

### Théâtre
- Une heure et demie de retard, de Gérald Sibleyras et Jean Dell (2013)[13]

- Boulevard du rire (La Paix chez soi de Georges Courteline, Mais n'te promène donc pas toute nue ! et Feu la mère de Madame de Georges Feydeau) (2012)[14]

- Le bistrot des forts en gueule, de Roger Louret (2011)[15]
- La Dernière Tranchée, de Guy Louret (2011)[16]
- Les Bidochon, leur histoire d'amour, de Christian Binet (2010)[17]

- Je vais tuer ma mère... maire, de Roger Louret (2009)[18]
- La farce du cuvier (2008)[19]
- Célimène et le Cardinal, de Jacques Rampal (2008)[20]

- Nos belles espérances, de Laurent Sillan (2007)[21]

- L'École des femmes, de Molière (2007)[22]
- Le Sicilien (2007)
- Prise de tête, de Patrick Andrieu (2007)[23]
- Une fête inoubliable, de Gérard Darier (2007)[24]
- Une Demande en mariage & L'Ours, d'Anton Tchekhov (2007)
- Agora Talpa, de Roger Louret (2006)[25]
- Le Bel Indifférent, de Jean Cocteau (2006)[26]
- La farce des caillettes & La Farce de Maître Pathelin (2006)[27]
- Jour de soldes, de Gérard Darier (2006)[28]

- L'épée en l'air, de Roger Louret (2005)[29]
- Love, de Murray Schisgal (2005)[30]
- L'Azote et La baby-sitter, de René de Obaldia (2005)
- La Paix chez soi de Georges Courteline (2005)
- Feydeau 2005 (Par la fenêtre, Patte en l'air et Les Pavés de l'ours, de Georges Feydeau) (2005)[31]
- Léa et Lulu, d'Alban Jardel (2004)[32]

- Qui veut tuer ma communauté de communes ?, de Roger Louret (2004)[33]
- L'Île des esclaves, de Marivaux (2001)
- Grand Guignol, de Guy Louret (2001)[34]

- Ubu roi, d'Alfred Jarry (2001)[35]
- Disputons-nous !, de Patrick Andrieu (2001)[36]

- Un tel, une telle : Une frite dans le sucre - Une femme de lettres, de Alan Bennett (2001)[37]
- Le conte des contes, de Pierre-Alain Leleu (2000)[38]
- Tu me squattes !, de Roger Louret (2000)[39]
- Fais-moi une scène... d'amour !, de Patrick Andrieu (2000)[40]
- Un amour de web, de Bruno Richy (2000)[41]

- Conversations conjugales, de Danièle Sallenave (2000)[42]
- La dernière Picoline, d'Aurélie Viel (2000)[43]
- Rameau le fou, de Pierre Charras, d'après Diderot (2000)[44]

- Un caprice, d'Alfred de Musset (1999)
- Les 35 heures d'Arlequin, de Patrick Andrieu (1999)
- Les amants de Monsieur, de Roger Louret (1999)[45]
- Le Pain de ménage & Le plaisir de rompre, de Jules Renard (1998)[46]
- La phobie, de Roger Louret (1998)[47]

- D.A.F Marquis de Sade, de Pierre-Alain Leleu (1997)[48]

- La Nuit et le Moment, de Crébillon fils (1996)[49]

- Les Caprices de Marianne, d'Alfred de Musset (1996)[50]
- Le Neveu de Rameau, d'après Diderot (1996)[51]
- La veuve futée, de Carlo Goldoni (1995)[52]
- Ariane ou l'oubli, de Michel Déon (1995)[53]
- Andromaque, de Jean Racine (1995)[54]
- Lola, d'Aurélie Viel (1994)[55]
- La fille au piston, de Christophe Mirambeau (1994)[56]
- Le secret des vieux, de Gérard Darier (1994)[57]
- Vingt-sept remorques pleines de coton, de Tennessee Williams (1994)[58]
- Les Fourberies de Scapin, de Molière (1992)[59]
- Et ainsi de suite..., d'après Une demande en mariage d'Anton Tchekhov (1991)[60]
- Le cri de la boulangère" de et avec Guy Louret (1991)[61]
- Sale temps pour les grenouilles, de Roger Louret (1991)[62]
- La Locandiera, de Carlo Goldoni (1990)[63]
- Exécution, d'Ulick O'Connor (1990)[64]
- Et vogue la galère, de Catherine Blanchard (1989)[65]
- Les Monstres sacrés, de Jean Cocteau (1989)[66]
- Charlotte Corday, de Pierre Drieu la Rochelle (1989)[67]
- La fleur à la bouche, de Luigi Pirandello (1989) (2005)
- Les Troyennes, d'Euripide (1989)[68](1990)[69]
- Le Barbier de Séville, de Beaumarchais (1989)[70]
- La perle de la Canebière, d'Eugène Labiche (1989)
- Le misanthrope et l'auvergnat, d'Eugène Labiche (1989)[71]
- La Blagnacaise, de Roger Louret (1988)
- Souvenirs de cloque, de Brigitte Couapel (1988)
- Le Cid, de Pierre Corneille (1988)[72]
- Le Légataire universel, de Jean-François Regnard (1988)[73](1989) (1990)
- Le Malade imaginaire, de Molière (1988)[74] (1990)
- Les Précieuses ridicules, de Molière (1988)[75]
- Arlequin poli par l'amour, de Marivaux (1988)
- Ballade au temps jadis, de Roger Louret (1988)[76] (2014)[77]
- Les bouffons de Troie, de Serge Montigny (1987)[78]
- Allez-donc contenter deux hellènes à la fois !, d'après Carlo Goldoni (1987)[79]
- Privé de dessert, de Marianne Valéry (1987)[80]
- La guerre de Troie n'aura pas lieu, de Jean Giraudoux (1987)[68] (1989)[81]
- En pleine mer, de Sławomir Mrożek (1987)
- On purge bébé & On va faire la cocotte, de Georges Feydeau (1987)
- Fin de partie, de Samuel Beckett (1987) [82]
- Dernier show en Cochinchine, de Guy Louret (1987)[83]
- Ma vie n'est plus un roman, de Michel Déon (1987)
- Qui va casser la baraque ?, d'Alban Jardel (1986)[84]
- Allez donc contenter deux patrons à la fois !, d'après Carlo Goldoni (1986)[85]
- Aliénor, Duchesse d'Aquitaine, de Benjamin Vincent (1986) (1987) (1989)[86]
- Le portail de la solitude, de Jean-Paul Taillardas (1986)[87]
- Maman ou Donne-moi ton linge, j'fais une machine, de Muriel Robin et Didier Bénureau (1986)[88]
- À la feuille de rose, maison turque de Guy de Maupassant (1985 et 1987)
- Une femme du monde, de Georges Feydeau (1985)
- Amour et piano, de Georges Feydeau (1985)
- Ciels d'automne (Dans une gentilhommière, L'acteur comique et La Salle n° 6) d'après Anton Tchekhov (1985)[89]
- Hortense a dit : "Je m'en fous !", de Georges Feydeau (1985)
- Feu la mère de madame, de Georges Feydeau (1985)
- On purge bébé, de Georges Feydeau (1985)
- Un jeune homme pressé, d'Eugène Labiche (1985)[90] (1999)[91]
- Embrassons-nous, Folleville !, d'Eugène Labiche (1985)[92] (1989)[93] (2001)[94]

- L'Avare, de Molière (1985)[95] (2011)[96]

- Les vacances brouillées, de Benjamin Vincent (1984) (1993)
- Le Chien du jardinier, de Félix Lope de Vega (1984)[97] (1990)[98]
- La jacassière, de Gilbert Léautier (1984)[99]
- On va faire la cocotte, de Georges Feydeau (1984)
- Madame Marguerite, de Roberto Athayde (1984)[100] (1990)[101] (2013)[102]

- Drôle de cabaret, d'Alban Jardel (1983)[103]
- La mégère apprivoisée, de William Shakespeare (1983)
- Les folies amoureuses, de Jean-François Regnard (1983) [104]
- Les confettis de la route, de Cyril Lévi-Provençal et Gilbert Ponté (1983)
- Les femmes de bonne humeur, de Carlo Goldoni (1982)[105]

- Sus aux zazous !, d'Alban Jardel (1982)[106]
- Le médecin malgré lui, de Molière (1982)
- Il était une fois la farce, de Nicolas Marié et Roger Louret (1981)[107]
- Tante ou L'Officier, de Roger Louret (1980)[108]
- Les contes du jour et de la nuit, d'après Guy de Maupassant (1980) (1999)[109]

- La Voix humaine, de Jean Cocteau (1980)
- Des souris et des hommes, de John Steinbeck (1980)[110]
- Galla ou Le jour de congé, d'Inès Cagnati (1980)[111]
- L'Épreuve, de Marivaux (1979)[112]
- La Double Inconstance, de Marivaux (1979)[113]
- Le pédant joué, de Savinien de Cyrano de Bergerac (1979)[114]
- J'ai 20 ans... je t'emmerde ! , de Roger Louret[i] (1979) (1985) (1986) (1990)[115](2009)[116]
- Risette ou Les millions de la mansarde, de Edmond About (1977)
- La baby-sitter, de René de Obaldia (1977)[117]
- Le jeu de l'amour et du hasard, de Marivaux (1977)[118](1989)[119](1990)[120]
- Le Renard et la Grenouille, de Sacha Guitry (1977) (2018)[121]
- La Musica, de Marguerite Duras (1977)[122]
- Il faut qu'une porte soit ouverte ou fermée, d'Alfred de Musset (1977)[123]
- Un caprice, d'Alfred de Musset (1977)[124]
- La Moscheta, de Ruzante (1977)[125]
- La Ronde, d'Arthur Schnitzler (1976)[126]
- L'Arlésienne, d'Alphonse Daudet (1976)[127] (1985)[128]
- L'amant, d'Harold Pinter (1976)[129]
- Les vautours, de Pieter de Prins (1976)
- Le Journal d'un fou, d'après Nicolas Gogol (1976) (2013)[130]

### Spectacles musicaux
- Les Années Baladins (2015)[131]
- Stellia Koumba chante Piaf (2013)[132]
- La Cancre Académie (2013)[133]
- Le Paris de Costantini (2012)[134]
- Folles Noces (2010)[135]
- Moon-Clar Swing (2009) [136]
- Cabaret Soleil (2009)[137]

- Mes nuits à Montmartre (2008)[138]
- Le temps des vacances (2008)[139]
- Pour le plaisir (2007)[140]
- Camino de Santiago, par Philippe Candelon (2007)
- Féminité, mode d'emploi, par Agnès Pat' (2006)
- Au temps des idoles (2006) [141]
- Do-mi-si-la-do-ré (2006) [142]
- La folle journée de Tortel et Zorzi (2005)
- Les années Deauville (2005)
- La Nuit du Cabaret (2004)
- En Cantos (2003) [143]
- Les demoiselles de l'été (2003) [144]
- C'est si bon quand c'est défendu (1999)[145]
- Chansons d'amour (1998)[146]
- La Vie parisienne (1997)
- La Fièvre des Années 80 (1997)
- Les Z'années Zazous (1996)[147]
- A Nogent sur Garonne (1995)[148]
- Les Années Twist (1995)
- Repas-Spectacle avec les Baladins en Agenais (1994)[149]
- Les cancans de la butte (1995) (1999)[150]
- La Java des mémoires (1991)
- Moon'clar Blues (1987)[151]
- Chansons à double tour (1984) [152]
- Chialez sur les idoles, de Roger Louret (1982)[153]
- La guerre des folles (1980)[154]
- Les Stars (1977)[155]
- Folles ! Folles ! Folles ! (1976)[156]

### One-(wo)man-show
- Le démon de midi, de Michèle Bernier, Florence Cestac & Marie Pascale Osterrieth (2013) [157]
- Les vacances de Ribochon, de Guy Louret (2011)[158]
- Le Banquet de Ribochon, de Guy Louret (2010)
- Ribochon se rebelle, de Guy Louret (2006)[159]
- Les hommes, de Stéphanie Bataille (2004)[160]
- En vente dans cette salle, de Gérard Darier (1993)
- Zavan toutes, de Christophe Duthuron (1993)[161]
- Roland Magdane (1991)
- Le cri de la boulangère, de Guy Louret (1991)
- De quoi je me mêle !!!, de Gérard Darier (1991)
- Les majorettes se cachent pour mourir, de Muriel Robin & Pierre Palmade (1989) [162]
- Jeannot Ribochon arrive, de Guy Louret (1981)[163]

### Spectacles pour enfants
- Conte toujours, tu m'intéresses !, d'Aurélie Viel (2006)[164]
- Flitox, de Jean-Paul Delvor (2002)
- Le terrier magique, d'Aurélie Viel (2001)[165]
- Dansons, chantons autour de La Fontaine, d'Aurélie Viel & Sandrine Daubord (2000)[166]
- L'apprenti-funambule, de Marie-Noëlle Pelloquin (2000)[167]
- Le petit prince, d'après Antoine de Saint-Exupéry (1985) Mise en scène : Marianne Valéry

## Histoire
- Ils ont fait partie des Baladins en Agenais : Catherine Alcover, Sophie Artur, Gregori Baquet, Carina Barone, Stéphanie Bataille, Laurent Biras, Thomas Boissy[168], Alexandre Bonstein, François Bourcier, Nicolas Briançon, Philippe Candelon, Pierre Cassignard, Christelle Chollet, Olivier Claverie, Édouard Collin, Béatrice Costantini, Dominique Daguier, Gérard Darier, Xavier Daugreilh, Catherine Delourtet, Jean-Paul Delvor, Pierre Deny, Hervé Domingue[169], Pierre Forest, Annie Grégorio[170], Lucy Harrison, Thierry Heckendorn, Vincent Heden, Selma Kouchy, Éric Laugérias, Patrick Laviosa, Pierre-Alain Leleu, Marie-Hélène Lentini, Christophe Malavoy, Philippe Mary, Mimie Mathy, Marie Piton, Christelle Reboul, Muriel Robin, Christina Rosmini, Barbara-Ann Weber Scaff, Élie Semoun, Benoît Solès, Nicolas Vaude, Pablo Villafranca, Fabrice de La Villehervé ...
- Avant leur participation à l'émission Le Petit Théâtre de Bouvard, Muriel Robin, Annie Grégorio et Catherine Depont se sont rencontrées en jouant les classiques avec Les Baladins en Agenais.
- Muriel Robin et Elie Semoun ont joué ensemble dans Les folies amoureuses de Jean-François Regnard, en 1983.
- Ils sont venus assister à un spectacle à Monclar : Jean François-Poncet, Jacques Rosner, Paul Guth, Michel Déon[171], Denis Tillinac, Jacques Laurent, Maurice Druon, Michel Fugain, Jean-Claude Camus, Catherine Lara, Liane Foly, Maurane[172], Guy Bedos[173], Anne-Marie David, Dick Rivers, José Artur[j], Jean Marais, Jean-Claude Brialy, Françoise Christophe, Yvonne Clech, Annie Girardot, Philippe Sella, Claude Lemesle, Jean-Louis Foulquier...

- En 1985, la pièce Les vacances brouillées, de Roger Louret, a remporté le prix d'interprétation (pour Christine Zavan) et le prix du public au concours des jeunes compagnies au théâtre Daniel Sorano de Toulouse.
- Pour la 3e Nuit du Théâtre en décembre 1989, trois chapiteaux furent installés dans Monclar. On joua partout : dans la rue, dans l'église, dans la cave du maire du village, dans un garage, dans la caserne des pompiers...
- Jusqu'à sa fermeture, le théâtre des Baladins en Agenais portait le nom d'Huguette Pommier, en hommage à la mère de Roger et Guy Louret[174]. C'est dans le bistrot du village, dont elle a repris la licence en 1973, que la compagnie décide de créer une salle de spectacle de 60 places : le Théâtre de Poche. Personnage haut en couleur, Huguette Pommier fut jusqu'à sa mort (17 août 1994) le plus ardent soutien des Baladins en Agenais[175].
- L'écrivain Philippe Delerm s'est inspiré de l'histoire de la création de ce théâtre pour écrire son roman "Quiproquo" (Le Serpent à Plumes, collection "Motifs", 2005) dont il situe l'action à Camparole, nom derrière lequel se cache la bastide d'Auvillar, dans le Tarn-et-Garonne.